# Klaas Bolt
Klaas Roelof Bolt (Appingedam, 6 maart 1927 - Haarlem, 11 april 1990) was een Nederlandse organist, orgelkundige en componist.

## Levensloop
Zijn vader was zowel onderwijzer als koordirigent en kerkorganist. Daardoor was Klaas Bolt voorbestemd voor het onderwijs (hij bezocht korte tijd de kweekschool), maar kwam hij ook al vroeg in aanraking met de muziek. Hij werd leerling van Johan van Meurs op het Arp Schnitgerorgel in de Der Aa-kerk in Groningen. In 1946 werd hij organist van de Bartholomeüskerk in Noordlaren en assistent-organist van de Martinikerk in Groningen. Vervolgens studeerde hij aan het Utrechts Conservatorium, waar zijn uitzonderlijke begaafdheid voor improvisatie bleek.
In 1952 werd hij vaste bespeler van het wereldberoemde Christiaan Müller-orgel in de Grote of Sint-Bavokerk in Haarlem, met het oog op kerkdiensten. Hij 'deelde' dit instrument met de stadsorganisten Piet Kee en Albert de Klerk. Daarnaast nam hij aanvullende lessen in improvisatie bij  Cor Kee, de vader van Piet Kee. Bij het Haarlemse Internationaal Orgelimprovisatie Concours werd hij de winnaar, zowel in 1956 als in 1957. 
Naast zijn vaste aanstelling in Haarlem trad Klaas Bolt ook vaak op als concertorganist in binnen- en buitenland en was hij zeer actief als docent aan het Sweelinck Conservatorium in Amsterdam. Ook gaf hij improvisatiecursussen in de Verenigde Staten. Tot zijn studenten behoorde Masaaki Suzuki.  
Klaas Bolt was niet alleen organist, maar nog meer kerkmusicus, die zijn spel uitdrukkelijk in dienst stelde van de protestantse gemeentezang. Daartoe had hij in Haarlem een cantorij opgericht. Het was zijn opvatting dat het orgel zich moet richten naar zowel de gemeentezang als naar het koor, in plaats van dat de zang zich laat leiden door het orgel. Daarom keerde hij zich fel tegen de musicologisch gemotiveerde tendens bij dirigenten en organisten om hoge tempi te kiezen.
Als orgelkundige beschikte hij over grote kennis van de bouw en de geschiedenis van het instrument. Hij trad ongeveer 200 keer op als adviseur bij restauratie van orgels en orgelnieuwbouwprojecten in het hele land. Het laatste instrument waarvan hij de restauratie begeleidde, was het Schnitger-orgel in de Groninger Der Aa-kerk waarop hij het vak had geleerd.
Bolt heeft een beperkt aantal composities (vooral variatiewerken) op zijn naam staan. Transcripties van geregistreerde orgelimprovisaties verschenen postuum in druk.

## Composities
- Orgelkoraal : O Lamm Gottes unschuldig. Danmarks Blindebibliotek, København 1999.
- Twaalf Psalmen en lofzangen: voor zang, toets- en solo-instrumenten. Lindenberg, Rotterdam 1980.
- Variaties over gezang 405 en Psalm 91. Annie Bank, Amstelveen 2000.
- Variaties over „Ontwaak, gij die slaapt“. Gezang 462 uit het Liedboek voor de kerken. Annie Bank, Amstelveen 1993.
- Variaties over Psalm 43. Annie Bank, Amstelveen 1994.
- Variaties over Psalm 75 en 88. Annie Bank, Amstelveen 1994.
- Variaties over Psalm 130. Annie Bank, Amstelveen 1996.
- Variaties over "Zie ginds komt de stoomboot" = Variationen über "Im Märzen der Bauer". Annie Bank, Amstelveen 1992.

### Publicaties (selectie)
- The Character and Function of the Dutch Organ in the Seventeenth and Eighteenth Centuries. In: Fenner Douglass: Charles Benton Fisk, Organ Builder. Easthampton 1986, blz. 1–18.
- Congregational Singing in a Crisis Situation. In: Cleveland Johnson (red.): Orphei Organi Antiqui: Essays in Honor of Harald Vogel. Westfield Center, Ithaca 2006, blz. 191–220.
- De gemeentezang in een crisissituatie. In: Het Orgel, jaargang 75, 1979, blz. 138–166.
- De historie en samenstelling van het Haarlemse Müller-orgel. Arti*Novo, Amsterdam 1985.
- De orgelbouwer Christian Müller en zijn werk. In: Internationaal Orgel Improvisatie Concours 1970, Haarlem 1970, blz. 20-24.

### Over Klaas Bolt
- Wim Kloppenburg: The Beauty of Unpolished Congregational Singing: The Concepts of Klaas Bolt. In: Cleveland T. Johnson (Hrsg.): Orphei Organi Antiqui: Essays in Honor of Harald Vogel. Westfield Center, Ithaca 2006, blz. 221–228.
- Hans van Nieuwkoop: Haarlemse orgelkunst van 1400 tot heden. Orgels, organisten en orgelgebruik in de Grote of St.-Bavokerk te Haarlem. Vereniging voor Nederlandse Muziekgeschiedenis: Utrecht 1988, (Muziekhistorische monografieën 11).
- Peter van Dijk: Klaas Bolt (1927-1990). Een leven in dienst van het orgel, in: J.J. Steensma, P. van Dijk (red.): Een hemels cieraad van harmonie. Het orgel van de Waalse kerk in Leiden in perspectief. Erve Muziek, Gorssel, 2014, blz. 195-212. ISBN 978-90-820510-2-5